# Campeonato Nacional de Argelia 2019-20
El Campeonato Nacional de Argelia 2019-20 fue la 56ª edición de la Championnat National de Première Division, la máxima categoría del fútbol profesional de Argelia. Inició el 15 de agosto de 2019 y finalizó el 14 de mayo de 2020. La pandemia del COVID-19 hizo que la federación declarase campeón a CR Belouizdad y diera por terminada la temporada.

## Sistema de competición
Se disputarán en 30 jornadas enfrentándose todos los equipos, al final quien acumula más puntos en la temporada finaliza campeón y tendrá cupo a la Liga de Campeones de la CAF 2020-21, el segundo obtendrá otro cupo y el tercero a la Copa Confederación de la CAF 2020-21. Los últimos 2 equipos descenderá a la Ligue Professionnelle 2.

## Equipos participantes
| Pos.   | Equipo                | Ciudad             | Estadio                      | Capacidad |
| ------ | --------------------- | ------------------ | ---------------------------- | --------- |
| 1      | USM Alger             | Argel              | Stade Omar Hamadi            | 10000     |
| 2      | JS Kabylie            | Tizi Ouzou         | Stade du 1er Novembre 1954   | 15000     |
| 3      | Paradou AC            | Argel              | Stade Omar Hamadi            | 10000     |
| 4      | JS Saoura             | Béchar             | Stade 20 Août 1955           | 20000     |
| 5      | ES Sétif              | Sétif              | Stade 8 Mai 1945             | 25000     |
| 6      | MC Alger              | Argel              | Estadio 5 de julio de 1962   | 64000     |
| 7      | CS Constantine        | Constantina        | Stade Mohamed Hamlaoui       | 4000      |
| 8      | CR Belouizdad         | Argel              | Stade 20 Août 1955           | 10000     |
| 9      | CA Bordj Bou Arréridj | Bordj Bou Arréridj | Stade 20 Août 1955           | 25000     |
| 10     | MC Oran               | Orán               | Estadio Ahmed Zabana         | 40000     |
| 11     | NA Hussein Dey        | Argel              | Stade 20 Août 1955           | 10000     |
| 12     | AS Aïn M'lila         | Aïn M'lila         | Satde Touhami Zoubir Khelifi | 8000      |
| 13     | USM Bel-Abbès         | Sidi Bel Abbès     | Stade 24 Fevrier 1956        | 45000     |
| 1 (SD) | US Biskra             | Biskra             | El Alia Sports Complex       | 24000     |
| 2 (SD) | NC Magra              | Sétif              | Stade 8 Mai 1945             | 25000     |
| 3 (SD) | ASO Chlef             | Chlef              | Estadio Mohamed Boumezrag    | 18000     |

## Tabla general
Actualizado el 15 de Marzo de 2020.
| Pos. | Equipo                | PJ | PG | PE | PP | GF | GC | DG  | Pts. | Clasificado a                                 |
| ---- | --------------------- | -- | -- | -- | -- | -- | -- | --- | ---- | --------------------------------------------- |
| 1    | CR Belouizdad (C)     | 21 | 11 | 7  | 3  | 30 | 16 | +14 | 40   | Campeón y Liga de Campeones de la CAF 2020-21 |
| 2    | MC Alger              | 20 | 10 | 4  | 6  | 28 | 25 | +3  | 34   | Liga de Campeones de la CAF 2020-21           |
| 3    | ES Sétif              | 22 | 11 | 4  | 7  | 34 | 19 | +15 | 37   | Copa Confederación de la CAF 2020-21          |
| 4    | JS Kabylie            | 22 | 10 | 6  | 6  | 27 | 18 | +9  | 36   | Copa Confederación de la CAF 2020-21          |
| 5    | CS Constantine        | 22 | 9  | 7  | 6  | 32 | 23 | +9  | 34   |                                               |
| 6    | USM Alger             | 21 | 9  | 5  | 7  | 25 | 22 | +3  | 32   |                                               |
| 7    | JS Saoura             | 22 | 9  | 6  | 7  | 19 | 18 | +1  | 33   |                                               |
| 8    | AS Aïn M'lila         | 22 | 8  | 8  | 6  | 26 | 25 | +1  | 32   |                                               |
| 9    | MC Oran               | 22 | 7  | 9  | 6  | 28 | 24 | +4  | 30   |                                               |
| 10   | Paradou AC            | 20 | 7  | 5  | 8  | 20 | 18 | +2  | 26   |                                               |
| 11   | USM Bel-Abbès         | 21 | 8  | 2  | 11 | 22 | 31 | -9  | 26   |                                               |
| 12   | ASO Chlef             | 21 | 6  | 7  | 8  | 15 | 17 | -2  | 25   |                                               |
| 13   | CA Bordj Bou Arréridj | 22 | 6  | 7  | 9  | 22 | 29 | -7  | 25   |                                               |
| 14   | US Biskra             | 22 | 6  | 3  | 13 | 17 | 33 | -16 | 21   |                                               |
| 15   | NA Hussein Dey        | 22 | 4  | 7  | 11 | 14 | 27 | -13 | 19   |                                               |
| 16   | NC Magra              | 22 | 4  | 7  | 11 | 16 | 30 | -14 | 19   |                                               |

## Máximos goleadores
| Pos. | Goleador                    | Equipo                | Goles |
| ---- | --------------------------- | --------------------- | ----- |
| 1    | Mohamed Lamine Abid         | CS Constantine        | 10    |
| 2    | Abdennour Belhocini         | USM Bel-Abbès         | 9     |
| 3    | Samy Frioui                 | MC Alger              | 8     |
| 4    | Mohamed Tiaïba              | AS Aïn M'lila         | 7     |
| 5    | Yousri Bouzok               | Paradou AC            | 6     |
| 6    | Redouane Zerdoum            | NA Hussein Dey        | 5     |
| 7    | Ismail Belkacemi            | CS Constantine        | 5     |
| 8    | Mohamed Rabie Meftah        | USM Alger             | 4     |
| 9    | Hamza Banouh                | JS Kabylie            | 4     |
| 10   | Hamza Demane                | AS Aïn M'lila         | 4     |
| 11   | Boualem Mesmoudi            | MC Oran               | 4     |
| 12   | Sid Ali Yahia-Chérif        | JS Saoura             | 4     |
| 13   | Abdelkrim Zouari            | USM Alger             | 4     |
| 14   | Abdelmehdi Droueche         | CA Bordj Bou Arréridj | 3     |
| 15   | Brahim Dib                  | AS Aïn M'lila         | 3     |
| 16   | Malick Touré                | ES Sétif              | 3     |
| 17   | Mohamed Souibaâh            | ES Sétif              | 3     |
| 18   | Ghilea Guenaoui             | Paradou AC            | 3     |
| 19   | Zakaria Mansouri            | MC Oran               | 3     |
| 20   | Brahim Bedbouda             | CS Constantine        | 3     |
| 21   | Ahmed Messadia              | US Biskra             | 3     |
| 22   | Mohamen El Anime Hammia     | JS Saoura             | 3     |
| 23   | Mohamed El Anime Belmokhtar | CA Bordj Bou Arréridj | 2     |
| 24   | Adem Zergane                | Paradou AC            | 2     |
| 25   | Rachid Nadji                | MC Oran               | 2     |
| 26   | Abdelouahid Belgherbi       | JS Kabylie            | 2     |
| 27   | Billel Benhamouda           | USM Alger             | 2     |